# Sinošević
Sinošević (en serbe cyrillique : Синошевић) est un village de Serbie situé sur le territoire de la ville de Šabac, district de Mačva. Au recensement de 2011, il comptait 755 habitants.

## Histoire

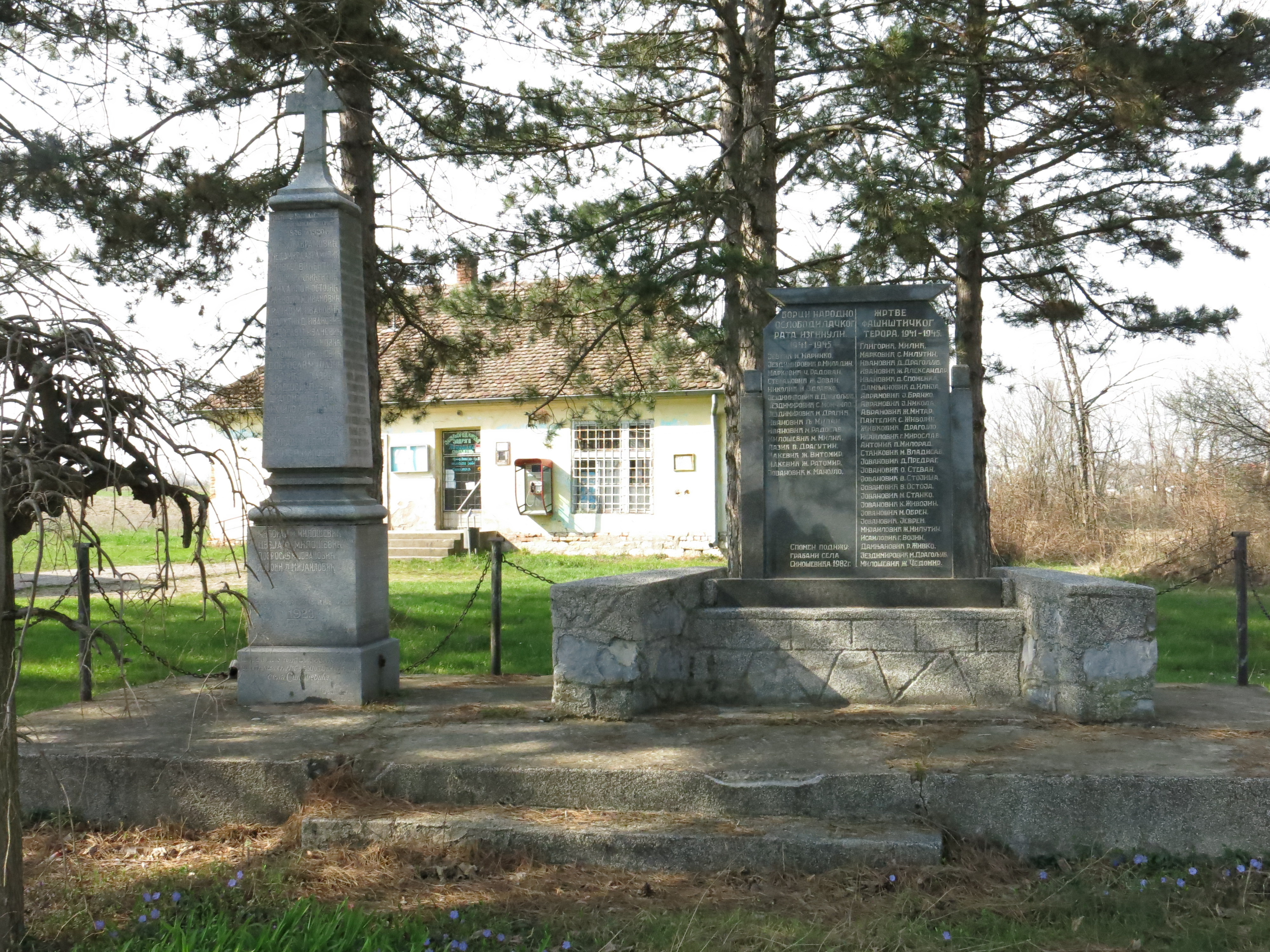
Monument aux combattants et aux victimes de la Seconde Guerre mondiale

## Démographie
| 1948  | 1953  | 1961  | 1971  | 1981  | 1991  | 2002 | 2011 |
| ----- | ----- | ----- | ----- | ----- | ----- | ---- | ---- |
| 1 353 | 1 450 | 1 357 | 1 307 | 1 246 | 1 153 | 918  | 755  |

|  |